# Корчагин, Андрей Сергеевич
Андрей Сергеевич Корчагин (11 января 1980, Саратов) — российский футболист, полузащитник.
Начал заниматься футболом в ДЮСШ «Сокол» Саратов. В 1994 году перешёл в ФШМ «Торпедо». В 1995 году гол, забитый Корчагиным за сборную Москвы в финале юношеского чемпионата России, участвовал в конкурсе «Девятка» на лучший гол года в передаче НТВ «Футбольный клуб». В 1996 (по другим данным — 1995) году при помощи Константина Сарсании отправился в юношескую команду бельгийского «Андерлехта». По возвращении в 1997 году безуспешно пытался устроиться в московское «Динамо» и стал выступать за команду третьей лиги «Спортакадемклуб» Москва. В дальнейшем играл за «Спортакадемклуб» во втором дивизионе (1998—2001), «Металлург» Красноярск (2002, первый дивизион), в чемпионате Латвии за «Динабург» Даугавпилс (2003), «Кристалл» Смоленск (2003, первый дивизион), в чемпионате Белоруссии за «Дариду» Ждановичи (2004), «Энергетик» Урень (2005, второй дивизион). В 2005—2007 годах играл в первенстве ЛФЛ за «Магнит» Железногорск. Во втором дивизионе выступал за «Горняк» Учалы (2008) и «Башинформсвязь-Динамо» Уфа (2009). На любительском уровне играл за «Магнит» (2010), «Молнию» Саратов (2012—2013). С 2013 года — игрок саратовских соревнований в ЛФЛ (8×8).